# إيفي أمبروس
إيفيتوبوري أمبروس إيميوبو (بالإنجليزية: Efetobore "Efe" Ambrose Emuobo)‏ وهو لاعب كرة قدم نيجيري في مركز الدفاع ولد في يوم 18 أكتوبر 1988 في مدينة كادونا في نيجيريا، يلعب حالياً مع نادي سيلتك في اسكتلندا وسبق له اللعب مع نادي أيروني أشدود في إسرائيل وسبق له اللعب بايلسا يونايتد وكادونا يونايتد في نيجيريا، لعب مع منتخب نيجيريا لكرة القدم وفاز مع المنتخب بكأس الأمم الأفريقية لكرة القدم 2013 يبلغ طوله 190 سم.

## روابط خارجية
- إيفي أمبروس على موقع الاتحاد الدولي (مؤرشف)  (الإنجليزية)
- إيفي أمبروس على موقع إي إس بي إن إف سي (الإنجليزية)
- إيفي أمبروس على موقع قاعدة بيانات كرة القدم.إي يو (الإنجليزية)
- إيفي أمبروس على موقع ناشيونال فوتبول تيمز (الإنجليزية)
- إيفي أمبروس على موقع Soccerbase.com (لاعب) (الإنجليزية)
- إيفي أمبروس على موقع Soccerway.com (الإنجليزية)
- إيفي أمبروس على موقع عالم كرة القدم.نت (الإنجليزية)
- إيفي أمبروس على موقع أوليمبيديا (الإنجليزية)
- إيفي أمبروس على موقع AS.com (الإسبانية)